# يو إف سي 256
يو إف سي 256: فيغيريدو ضد مورينو (بالإنجليزية: UFC 256: Figueiredo vs. Moreno)‏ هو حدث لفنون القتال المختلطة نظمته يو إف سي، أُقيم في 12 ديسمبر 2020، على يو إف سي أبيكس في إنتربرايز، نيفادا، الولايات المتحدة.